# Струма (село)
Струма (болг. Струма) — село в Благоевградской области Болгарии. Входит в состав общины Сандански. Находится примерно в 4 км к юго-западу от центра города Сандански и примерно в 55 км к югу от центра города Благоевград. По данным переписи населения 2011 года, в селе  проживало 598 человек, преобладающая национальность — болгары. Село расположено в горном массиве Малешевска-Планина.

## Население
| Год     | 1965 | 1975 | 1985 | 1992 | 2001 | 2011 |
| ------- | ---- | ---- | ---- | ---- | ---- | ---- |
| Жителей | 316  | 533  | 622  | 680  | 628  | 598  |

|  |